# Comarca de Arnedo
La Comarca de Arnedo, popularmente conocida como Alto Cidacos, es una comarca situada en la parte suroriental de La Rioja (España), que limita con la provincia de Soria. Está situada en una zona de transición entre la sierra y el valle de la subregión de la Rioja Baja. Ocupa una superficie total de 47.818 hectáreas, distribuidas desde el oeste de la sierra de Yerga, hasta el este del sierra de Cameros y de la Hez. La comarca se compone de trece municipios administrativos, de los cuales Arnedo se considera la capital de la comarca, ya que ha sido la cabeza histórica del partido judicial, y el centro económico y social de la zona. La comunicación de esta comarca se realiza mediante la LR-115, que la vertebra de este a oeste (comienza en Quel y termina en Enciso). En las últimas décadas Arnedo ha jugado un papel de imán demográfico de la comarca, provocando un gran éxodo de las localidades circundantes hacia la capital debido a su fuerte industria del calzado.
La comarca se sitúa en un entorno de transición entre la sierra y el monte bajo, con el valle del Ebro, con una altitud media de 733,43 m s. n. m., en las estribaciones de las sierras del Hayedo de Santiago, Achena y el sur de la sierra de la Hez, marcada por el curso medio y alto del río Cidacos que esculpen estos áridos valles. Su situación geográfica es: Latitud media: 42°10′45″ N y longitud media: 2°9′38″ O.
Económicamente ha sido tradicionalmente una comarca de actividad agrícola y ganadera con carácter predominante, pero no de manera exclusiva como otras comarcas riojanas, sino que existía una fuerte industria del textil concentrada principalmente en Munilla y Enciso, y del calzado en Arnedo. La primera desapareció a principios del siglo XX por la fuerte competencia de la industria catalana, tecnológicamente más moderna y con mejores comunicaciones. La segunda por contra ha ido en ascenso hasta llegar a ser uno de los principales sectores industriales de La Rioja. También existe un importante sector servicios ligado a los balnearios de Arnedillo, de gran prestigio por sus aguas termales y baños de barro, siendo además el mayor complejo hotelero de la región.
Actualmente la comarca ha transformado algunas de sus actividades económicas, cobrando gran importancia el turismo rural ligado al patrimonio local y a los yacimientos de icnitas. Hasta el punto de crearse el parque temático y multiaventura del El Barranco Perdido en Enciso, basado en los yacimientos de restos fósiles de dinosaurios, que dinamiza económicamente la zona en el periodo estival.

## Municipios de la comarca
Arnedillo, Arnedo, Bergasa, Bergasillas Bajera, Enciso, Herce, Munilla, Muro de Aguas, Préjano, Quel, Santa Eulalia Bajera, Villarroya, Zarzosa.

## Demografía
A pesar de que la demografía total de la comarca se ha mantenido estable en términos generales, no podemos decir lo mismo si observamos la comarca excluyendo a Arnedo.
Arnedo, debido a su pujante industria del calzado, ha sido el municipio que ha aglutinado a la gran mayoría de la población de la comarca sufriendo un gran ascenso de población desde principios de siglo XX y especialmente a partir de los años 70. Esto quiere decir que el éxodo rural producido en el resto de municipios de la comarca durante los años 60 y sucesivos ha engordado la población de dicha localidad, dejando en una situación muy precaria la población del resto de municipios.
| Municipio            | Población | Superficie | Pedanías y despoblados                                                                    |
| -------------------- | --------- | ---------- | ----------------------------------------------------------------------------------------- |
| Arnedillo            | 482       | 48,33      | Santa Eulalia Somera                                                                      |
| Arnedo               | 14551     | 85,40      | Turruncún                                                                                 |
| Bergasa              | 157       | 27,09      | Carbonera                                                                                 |
| Bergasillas Bajera   | 39        | 9,70       | Bergasillas Somera                                                                        |
| Enciso               | 164       | 69,69      | El Villar, Garranzo, La Escurquilla, Las Ruedas de Enciso, Navalsaz, Poyales, Valdevigas, |
| Herce                | 340       | 17,21      |                                                                                           |
| Munilla              | 108       | 54,19      | Antoñanzas, La Monjía, La Santa, Peroblasco, Ribalmaguillo y San Vicente de Munilla       |
| Muro de Aguas        | 56        | 30,90      | Ambas Aguas                                                                               |
| Préjano              | 259       | 42,40      |                                                                                           |
| Quel                 | 2027      | 54,78      |                                                                                           |
| Santa Eulalia Bajera | 111       | 8,43       |                                                                                           |
| Villarroya           | 8         | 11,77      |                                                                                           |
| Zarzosa              | 17        | 18,29      |                                                                                           |

| Gráfica de evolución demográfica de Comarca de Arnedo entre 1900 y 2011                                                                                   |
| |
| Población de derecho (1900-1991) o población residente (2001) según los censos de población del INE. Población según el padrón municipal de 2011 del INE. |

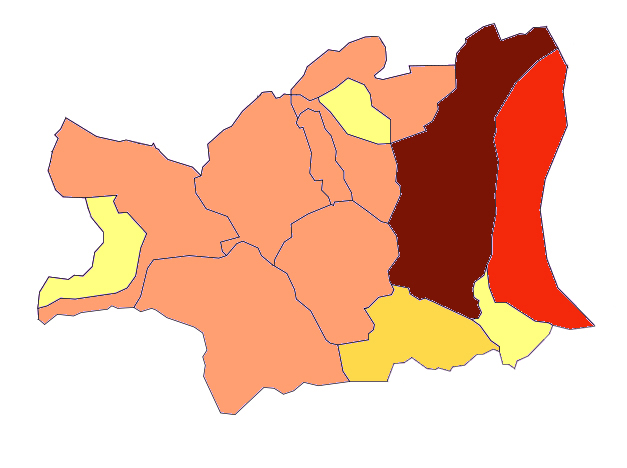
Distribución demográfica de la población de la comarca de Arnedo en el año 2016

Por tanto si excluimos a Arnedo podemos decir que el éxodo rural ha sido muy duro en esta comarca, siendo una de las más castigadas junto con el Camero Viejo, ya que poblaciones como Munilla o Enciso han perdido más del 50% de su población en los últimos años, incluso casos como el de Turruncún que llegaron a despoblarse totalmente.
| Gráfica de evolución demográfica de Comarca de Arnedo sin la localidad de Arnedo entre 1900 y 2011                                                        |
| |
| Población de derecho (1900-1991) o población residente (2001) según los censos de población del INE. Población según el padrón municipal de 2011 del INE. |

## Orografía

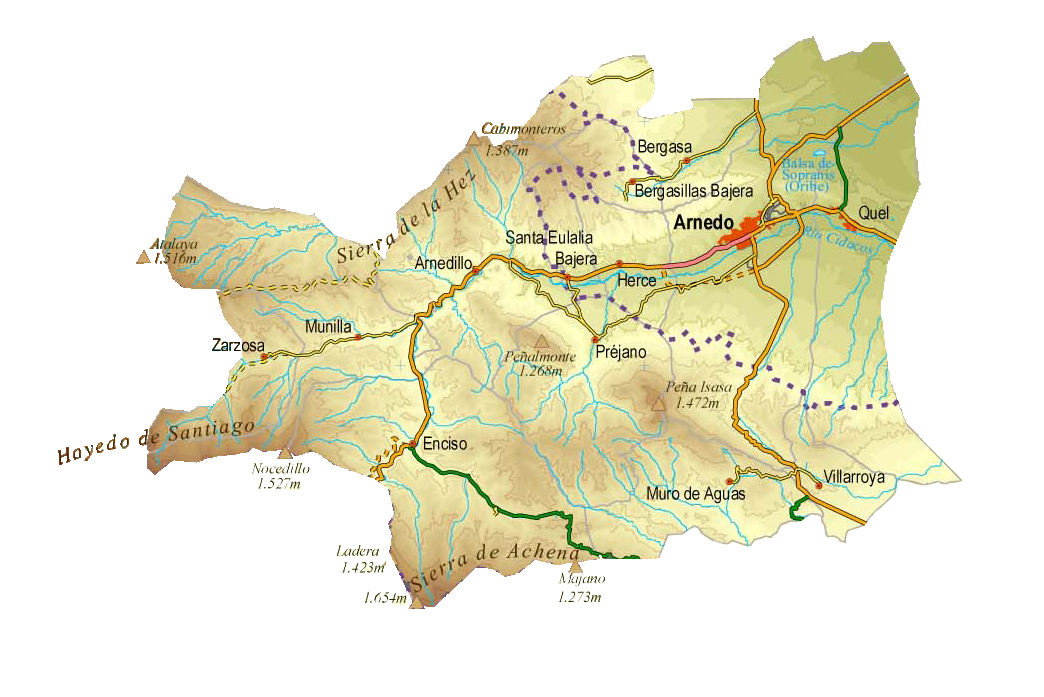
Mapa de la orografía de la comarca de Arnedo

La comarca de Arnedo, tiene como eje principal el curso del río Cidacos y como límites las sierras que encierran dicho valle. Podemos decir que esta comarca engloba el curso medio y alto de este río, así como todos los pequeños afluentes que nacen en las sierras de Achena, Hayedo de Santiago o la sierra de la Hez.
La orografía de esta comarca es de montes y sierras con valles muy abiertos, y de pendientes ligeras, además no poseen gran masa forestal. Son montes con mucho pastizal y arbustos bajos. Además por la tipología arcillosa de la tierra se producen cortados en los montes cercanos al río Cidacos provocando un paisaje muy espectacular de peñas y grandes desniveles, como en las localidades de Quel y Arnedo.
El pico más importante de esta comarca es Peña Isasa, tanto por su altitud (1.472 m.) cómo por su relevancia física e histórica. Se ubica entre los valles de los ríos Cidacos y Linares siendo una atalaya natural para vigilar el paso entre el valle del Ebro y la meseta de Soria. Es un monte fácilmente reconocible desde múltiples puntos de la geografía riojana y navarra.

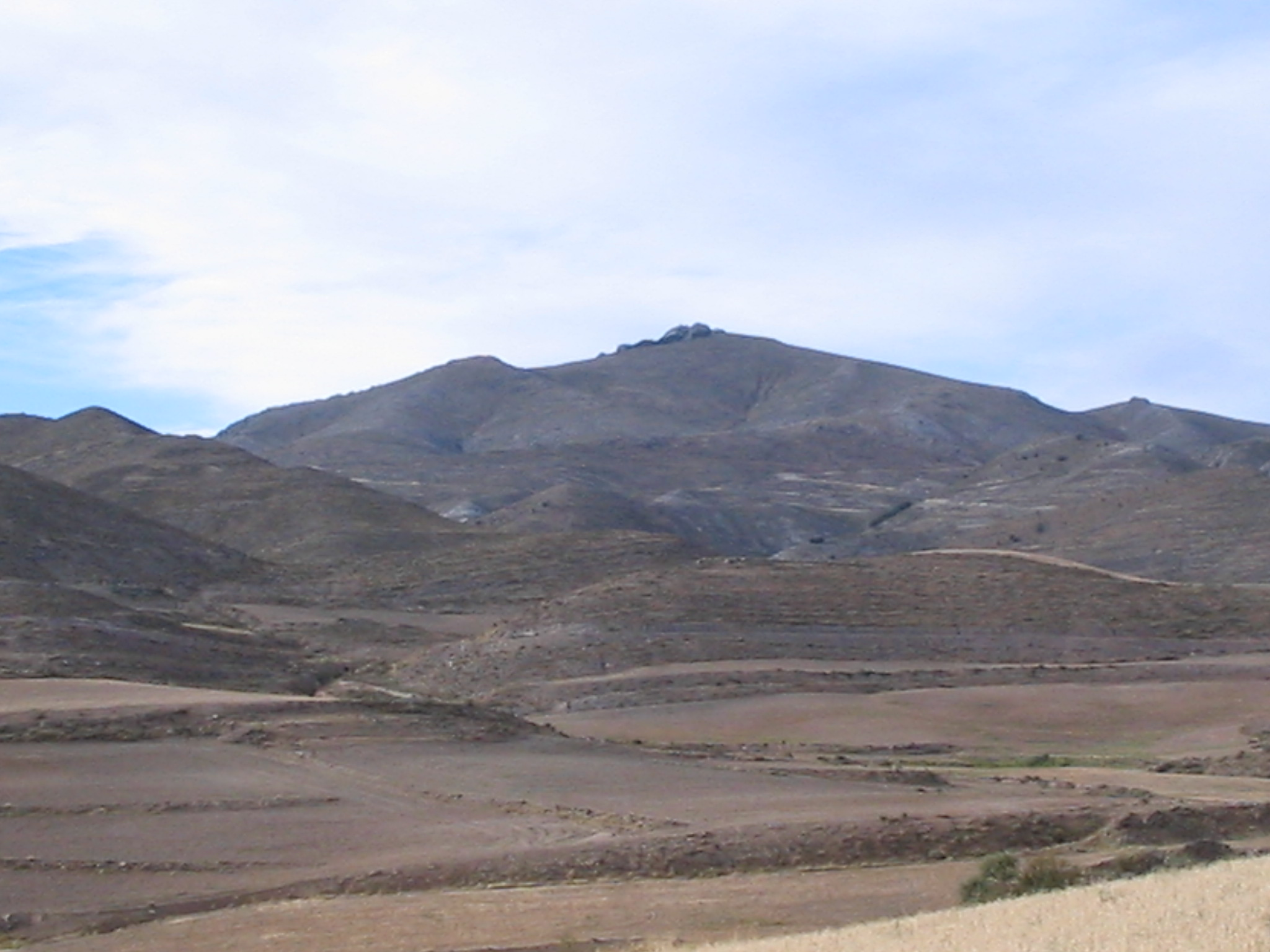
Vista de Peña Isasa desde Muro de Aguas..

## Sanidad
En el aspecto sanitario, la comarca del Alto Cidacos comprende una única zona básica de salud. Según la distribución regional de Atención Primaria que hace el Servicio Riojano de Salud, esta comarca depende de la zona básica de salud n.º 4 de La Rioja, con centro de salud-ambulatorio en la localidad de Arnedo, que funciona como centro comarcal de Urgencias aunque semanalmente se pase consulta médica en cada uno de los municipios adscritos. Esta área sanitaria tenía adscritos en el año 2021, 18.336 usuarios.